# Stephen Elliott (Botaniker)

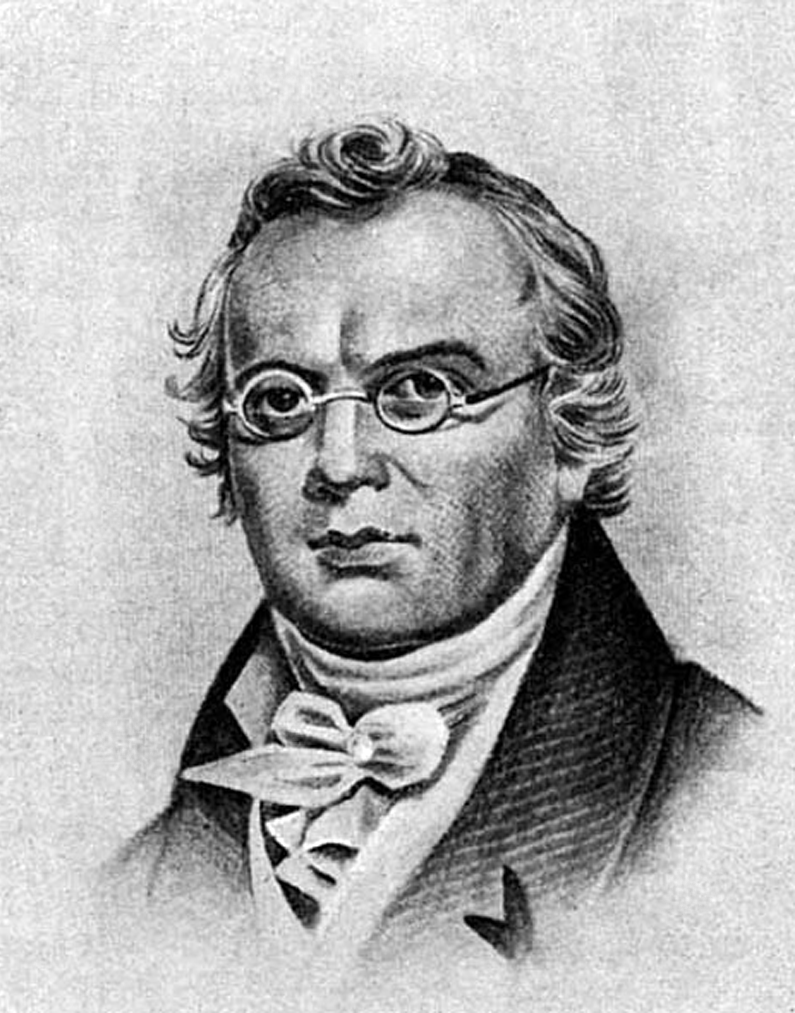
Stephen Elliott, aus dem Garden & Forest Magazine, Vol. 7 (1894), S. 204

Stephen Elliott (* 11. November 1771 in Beaufort, Province of South Carolina; † 28. März 1830 in Charleston (South Carolina)) war ein US-amerikanischer Gesetzgeber, Banker, Lehrer und Botaniker, der heute als Autor eines der bedeutendsten US-amerikanischen botanischen Werke (A Sketch of the Botany of South-Carolina and Georgia) angesehen wird. Sein offizielles botanisches Autorenkürzel lautet „Elliott“.

## Leben
Stephen Elliott wuchs in seiner Geburtsstadt Beaufort (South Carolina) auf und verließ diese, um ein Studium an der Yale University in New Haven (Connecticut) aufzunehmen. Dieses schloss er 1791 als Abschiedsredner (im angelsächsischen Hochschulsystem ein akademischer Titel) ab. Er kehrte von Connecticut nach auf die mit Sklaven betriebene Plantage Beaufort, South Carolina zurück, um sie zu verwalten.
Er wurde 1793 oder 1796 (die Quellen widersprechen sich) in die Legislative von South Carolina gewählt und diente dort bis etwa 1800. anschließend verließ er die Legislative und widmete sich dem der Verwaltung seiner Plantage Beaufort. Er wurde 1808 erneut in die Legislative gewählt und arbeitete an einer staatlichen Bank. Nach deren Gründung 1812 verließ Elliott die Legislative und wurde zum Präsidenten der damals Bank of the State of South Carolina genannten Bank ernannt. Diesen Posten hatte er bis an sein Lebensende inne.
Seine Freizeit widmete er der Literatur und der Wissenschaft, wobei er sich insbesondere der Erforschung der Pflanzenwelt mit Enthusiasmus widmete. Elliott wurde 1808 zum Mitglied der American Academy of Arts and Sciences gewählt. 1813 war er maßgeblich an der Gründung der Literary and Philosophical Society of South Carolina beteiligt, deren Präsident er war. 1825 half er bei der Gründung des Medical College of South Carolina und wurde zum Professor für Naturgeschichte und Botanik berufen. Er lehrte bis zu seinem Tod 1830.
Stephen Elliott unterhielt eine langjährige Korrespondenz mit vielen Botanikern seiner Zeit, schrieb jedoch besonders viele Briefe an Gotthilf Heinrich Ernst Muhlenberg aus Pennsylvania. Das von Elliott auf mehreren Exkursionen gesammelte Material und seine intime Kenntnis der Flora des Südostens der USA war für andere Botaniker von großem Wert. Elliotts Herbarium war eines der umfangreichsten seiner Zeit in den USA. Die darin enthaltenen Belege wurden von unschätzbarem Wert für John Torrey, Asa Gray und andere. Das Herbarium wird im Charleston Museum aufbewahrt.

## A Sketch of the Botany of South Carolina and Georgia
Sein klassisches Werk A Sketch of the Botany of South-Carolina and Georgia enthält die wissenschaftlichen Erstbeschreibungen vieler Arten. Diese Beschreibungen validierten viele der von Muhlenberg veröffentlichten Nomina nuda. Ursprünglich in mehreren Fortsetzungen zwischen 1816 und 1824 veröffentlicht, wurden die Arbeiten später zu zwei Bänden zusammengefasst: Band I 1821 und Band II 1824 (wobei die Daten die jeweils letzte Fortsetzung kennzeichneten, nicht die Original-Publikation der Bände). Die Bände wurden mit Unterstützung von James McBride herausgegeben.
Die Zeitschrift Science beschrieb 1900 Elliott als „the father of southern botany“ (etwa: den Vater der Botanik des Südens). Frank Lamson-Scribner schrieb 1901 das Folgende über Elliotts Sketch:

„Not until one has prepared a book where almost every line contains a statement of fact learned from original observation can he fully appreciate the amount of patience and labor involved in the preparation of such a work as the Sketch of the Botany of South Carolina and Georgia...today it remains indispensable to the working systematic botanists of our country.
etwa: Bevor jemand nicht ein solches Buch geschaffen hat, wo fast in jeder Zeile Tatsachen angeführt sind, die aus der eigenen Beobachtung stammen, kann er die Menge an Geduld und Arbeit schätzen, die in einem Werk wie Sketch of the Botany of South Carolina and Georgia stecken ... und bleibt bis heute für den systematisch arbeitenden Botaniker unseres Landes unverzichtbar.“

## Familie
Sein Sohn Stephen (1806–1866) war Bischof der Episkopalkirche.

## Ehrungen
Die Pflanzengattung Elliottia Muhl. ex Elliott aus der Familie der Heidekrautgewächse (Ericaceae) ist nach ihm benannt.